# Eutornopera
Eutornopera är ett släkte av fjärilar. Eutornopera ingår i familjen tandspinnare.
Kladogram enligt Catalogue of Life:
| Eutornopera | \| \| Eutornopera argentifascia \| \| \| \| \| \| Eutornopera quinquestriata \| \| \| \| |
|             | \| \| Eutornopera argentifascia \| \| \| \| \| \| Eutornopera quinquestriata \| \| \| \| |
|             | Eutornopera argentifascia                                                                |
|             |                                                                                          |
|             | Eutornopera quinquestriata                                                               |
|             |                                                                                          |